# Jean Cosyn

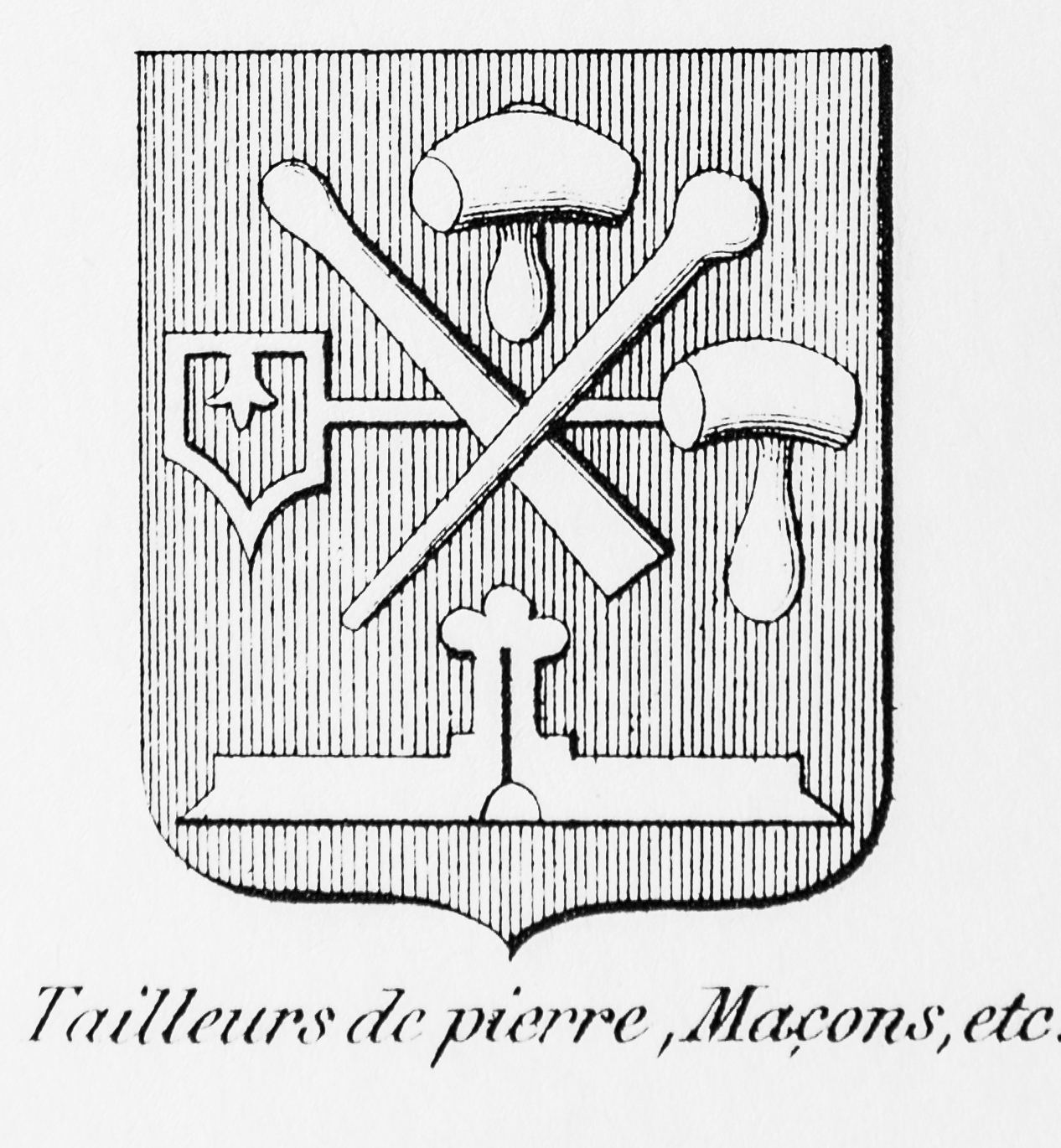
Blason du métier des Quatre Couronnés (tailleurs de pierre, maçons, sculpteurs et ardoisiers) dans lequel il fut reçu maître sculpteur.

Jean Cosyn ou Jan Cosijn, né à Bruxelles dans les Pays-Bas espagnols et baptisé à Saint-Géry le 4 mars 1646 et mort en sa ville natale fin mars 1708 (inhumé en cette église le 1er avril 1708), est un sculpteur-architecte bruxellois du XVIIe siècle dont le nom est attaché à la reconstruction de la Grand-Place de Bruxelles.

## Biographie
Jean Cosyn, fils de Jan Cosijn et de Catherine Provoost, est apprenti d'Aert Moerevelt en 1659 depuis le Carnaval. Il fut reçu maître sculpteur dans le Métier des Quatre-Couronnés en 1678.
Jean Cosyn épousa en l'église Sainte-Catherine le 28 mai 1689 Willelmijne van Mierlo (Eindhoven, 1667-Bruxelles, 1703), nièce d'Élisabeth van Mierlo épouse de l'architecte Guillaume de Bruyn (1649-1719), un des principaux acteurs de la reconstruction de Bruxelles après le bombardement de 1695.
Il mourut en 1708 et fut enterré dans l'église Saint-Géry le 1er avril 1708. Après la destruction de cette église, sa pierre tombale, dont l'inscription est devenue illisible, fut déposée en la cathédrale Saints-Michel-et-Gudule de Bruxelles, cette dalle funéraire est ornée du chiffre IC (Iohannes Cosyn) entouré des outils du maçon : équerre, compas, truelle, pige et niveau.

## Réalisations
L'archiviste Guillaume Des Marez lui attribue sur la Grand-Place de Bruxelles la « Maison du Roi d'Espagne » ainsi que la « Maison de la Brouette » du fait de leur ressemblance avec la « Maison de Bellone ».